# Sphinx jumeaux d'El Salobral

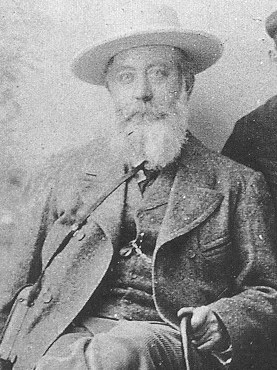
Pierre Paris

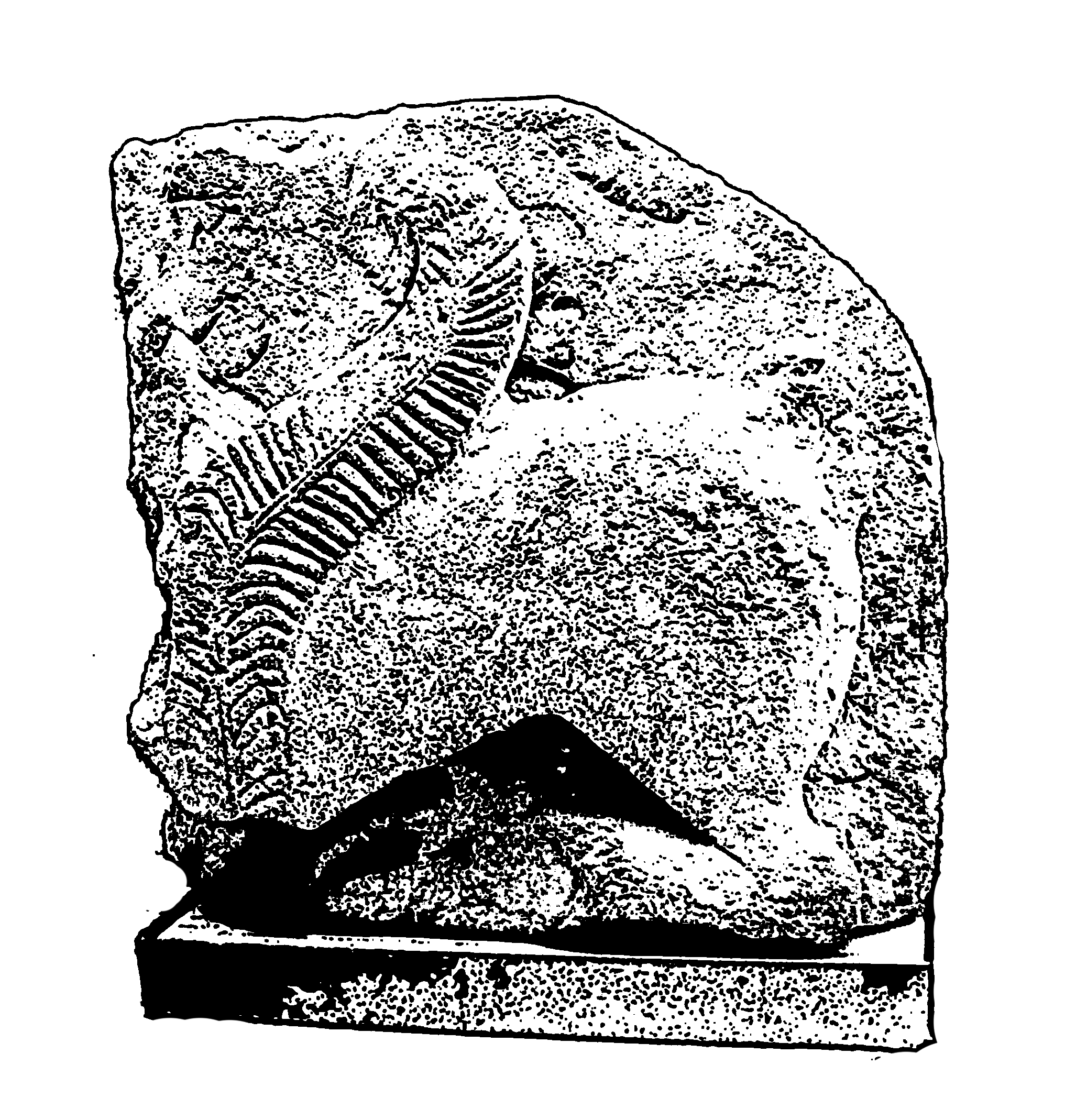
Recréation figurative du Sphinx d'El Salobral conservé en France.

Les sphinx jumeaux d'El Salobral sont deux sculptures ibériques découvertes accidentellement en 1901 dans le village d'El Salobral, à Albacete. Il s'agit en réalité de deux sculptures identiques, taillées en miroir pour être placées l'une en face de l'autre et flanquer l'entrée ou les angles d'un tumulus.

## Pillage
Après leur découverte, à la suite du pillage archéologique de la sculpture ibérique au début du XXe siècle, elles ont été vendues par l'archéologue Pierre Paris au musée du Louvre. Aujourd'hui, l'une d'entre elles, la plus célèbre, se trouve au Musée archéologique national de Madrid, tandis que sa sœur moins connue fait partie des collections du Musée municipal de Saint-Germain-en-Laye, fermé depuis 1979 en raison de graves lacunes en matière de sécurité, qui ont entraîné le vol de l'une de ses œuvres emblématiques - Le Prestidigitateur - attribuée à Jérôme Bosch. Le sphinx de Madrid a été restitué en 1941 lors de la même opération qui a permis à l'Espagne de récupérer la Dame d'Elche, le Sphinx d'Agost et une partie du Trésor de Guarrazar.

## Caractéristiques
Comme d'autres, telles que la Biche de Balazote, on pense qu'elle faisait partie d'un complexe funéraire turriforme similaire au Mausolée de Pozo Moro. Le caractère de ces sculptures, dotées d'une signification magique, était apotropaïque (c'est-à-dire qu'elles défendaient le monument funéraire contre la spoliation et protégeaient la mémoire du défunt) et psychopompe (un véhicule pour conduire l'âme du défunt dans le monde d'outre-tombe). Le sphinx conservé en Espagne conserve des traces de polychromie, notamment un rouge intense, considéré comme la couleur de la vie en raison de sa ressemblance avec le sang humain. Ses caractéristiques stylistiques permettent de le dater de la fin du VIe siècle av. C..